# Elachistocleis surinamensis
Elachistocleis surinamensis (tên tiếng Anh: Sapito Apuntado De Surinam) là một loài ếch trong họ Nhái bầu.
Nó được tìm thấy ở Suriname, Trinidad và Tobago, Venezuela, và có thể cả Guyana.
Các môi trường sống tự nhiên của chúng là các khu rừng ẩm ướt đất thấp nhiệt đới hoặc cận nhiệt đới, xavan ẩm, và đầm nước ngọt có nước theo mùa. Loài này đang bị đe dọa do mất môi trường sống.